# 576p
576p는 비디오 디스플레이 해상도의 약칭이다. p는 순차 주사 방식(프로그레시브 스캔), 즉 비인터레이스이며, 576은 576픽셀의 수직 해상도를 나타낸다(프레임 속도는 문자 뒤에 명시적으로 지정될 수 있음). 일반적으로 720x576의 4:3 아나모픽 해상도와 초당 25프레임(576p25)의 프레임 속도를 갖는 디지털 비디오 모드에 해당하므로 576i와 동일한 대역폭을 사용하고 동일한 양의 픽셀 데이터를 전달하지만 다른 해상도 및 프레임 속도가 가능하다.
ITU-R 권장사항 BT.1358은 BT.656과 호환되는 타이밍으로 R'G'B' 또는 YCbCr로 코딩된 다음 해상도를 허용한다.
- 1024 x 576p(16:9 정사각형 픽셀 형식)
- 960x576p
- 768 x 576p(4:3 정사각형 픽셀 형식)
- 720 x 576p(4:3 아나모픽 형식)
- 704 x 576p (720 x 576p 기준, 각 줄의 첫 번째와 마지막 8픽셀을 공백으로 표시)
- 544×576p
- 480x576p

576p는 PAL 지역의 SD(standard definition)로 간주된다. 주요 디지털 TV 형식(ATSC 및 DVB)과 DVD 비디오(25fps로 제한되는 경우)로 전송할 수 있다. 이는 SMPTE 표준 344M에서 유효한 향상된 화질의 TV 해상도로 정의된다. SMPTE 344M은 16 x 576 수평 블랭킹 픽셀과 704 x 576 활성 픽셀을 사용하여 BT.601의 두 배 데이터 속도로 576p50 표준을 정의한다.

## 같이 보기
- 선명 텔레비전(EDTV)
- 4320p, 2160p, 1080p, 1080i, 720p, 576i, 480p, 480i, 360p, 288p, 240p
- 확장 그래픽스 어레이(WSVGA)